# Xylocopa philippinensis
Xylocopa philippinensis är en biart som beskrevs av Smith 1854. Xylocopa philippinensis ingår i släktet snickarbin, och familjen långtungebin. Inga underarter finns listade i Catalogue of Life.